# 岩出郵便局
岩出郵便局（いわでゆうびんきょく）は、和歌山県岩出市にある郵便局。民営化前の分類では集配普通郵便局であった。

## 概要
住所：〒649-6299 和歌山県岩出市清水357

## 沿革
- 1872年3月18日（明治5年2月10日） - 岩出郵便取扱所として開設[1]。
- 1875年（明治8年）1月1日 - 岩出郵便局（五等）となる。
- 1880年（明治13年）4月 - 岩出ノ内清水郵便局に改称。
- 1882年（明治15年）8月 - 為替・貯金取扱を開始。
- 1883年（明治16年）10月 - 岩出郵便局に改称。
- 1894年（明治27年）3月25日 - 岩出郵便電信局となる。
- 1903年（明治36年）4月1日 - 通信官署官制の施行に伴い岩出郵便局となる。
- 1962年（昭和37年）10月28日 - 電話交換、和文電報配達、国内欧文電報受付・配達および国際電報受付・配達の各業務を岩出電報電話局に移管[2]。
- 1963年（昭和38年）8月1日 - 電話通話、和文電報受付事務を岩出電報電話局に移管。
- 1984年（昭和59年）10月1日 - 特定郵便局から普通郵便局に局種別改定。
- 1999年（平成11年） - 外国通貨の両替および旅行小切手の売買に関する業務取扱を開始。
- 2007年（平成19年）10月1日 - 民営化に伴い、併設された郵便事業岩出支店に一部業務を移管。
- 2012年（平成24年）10月1日 - 日本郵便株式会社発足に伴い、郵便事業岩出支店を岩出郵便局に統合。
- 2022年（令和4年）4月1日-かんぽサービス部を設置。

## 取扱内容
- 郵便、印紙、ゆうパック、内容証明
- 貯金、為替、振替、振込、国際送金、国債、投資信託
- 生命保険、バイク自賠責保険、自動車保険
- ゆうちょ銀行ATM
- 「649-62xx」区域（和歌山市の一部、岩出市全域）の集配業務
- ゆうゆう窓口

## 風景印
- 図案は根来寺・桜。局名表記は「岩出」
- 使用開始日は1985年（昭和60年）3月1日

## 周辺
- JR岩出駅
- 岩出市役所
- 国道24号
- 紀の川

## アクセス
- JR和歌山線 岩出駅から西へ300m（徒歩約6分）
- 樽井駅前、砂川駅前から和歌山バス那賀岩出駅前行きに乗車し、大宮停留所下車、東へ徒歩約2分
- 岩出市巡回バス、紀の川コミュニティバス宮停留所下車、東へ徒歩約2分
- 阪和自動車道 和歌山ICから東へ約10km
- 駐車場あり：14台